# Ocotea debilis
Ocotea debilis är en lagerväxtart som beskrevs av Carl Christian Mez. Ocotea debilis ingår i släktet Ocotea och familjen lagerväxter. Inga underarter finns listade i Catalogue of Life.